# Ngāi Tahu

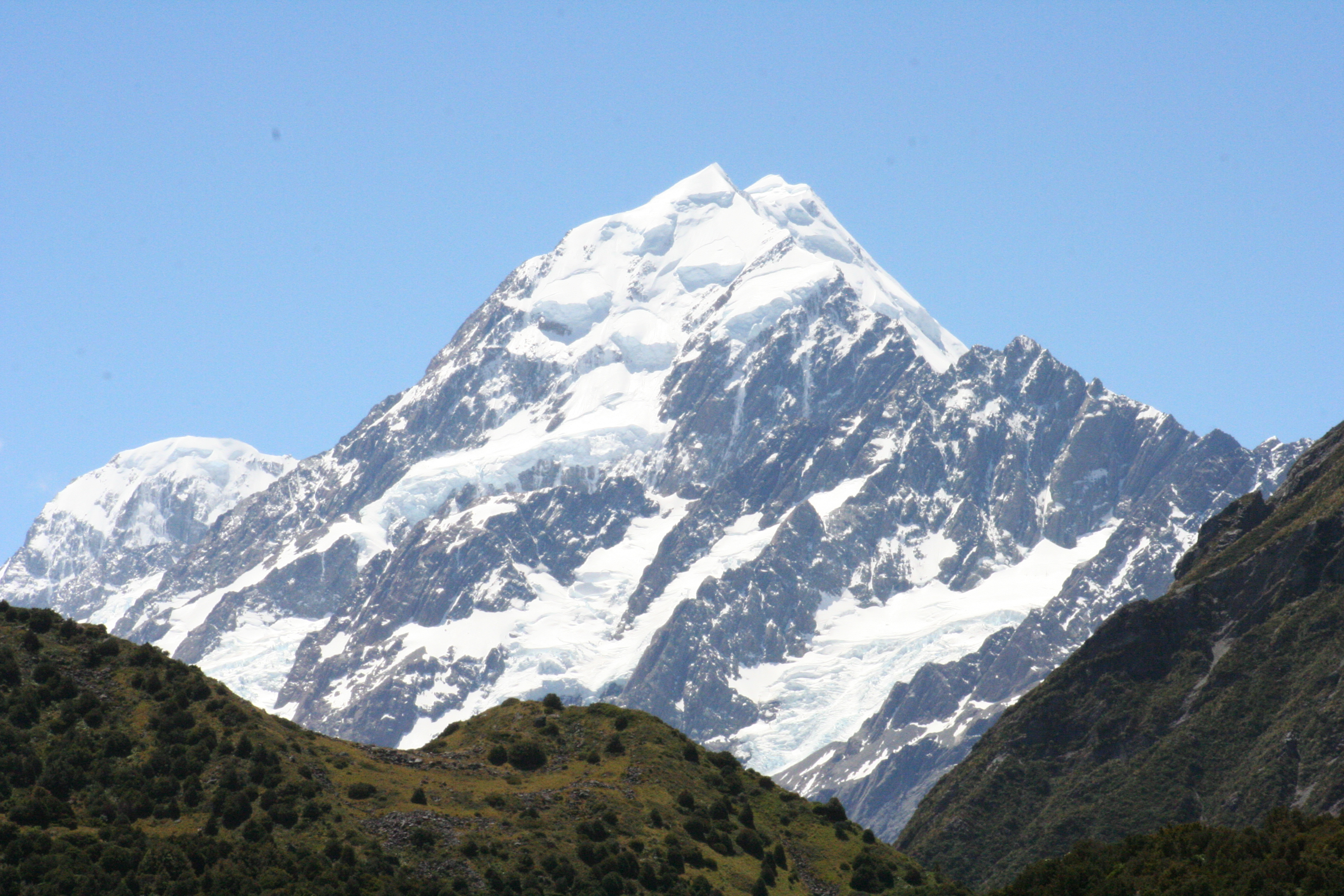
Mont Cook vu de Kea Point en Nouvelle Zélande

Ngāi Tahu, ou Kāi Tahu, est l'un des principaux iwi (« tribus ») du sud de la Nouvelle-Zélande. Les autorités tribales (Te Rūnanga o Ngāi Tahu) se trouvent à Christchurch. L’iwi comprend aujourd'hui, outre l'iwi Kāi Tahu lui-même, les iwi Waitaha et Kāti Mamoe. Cet ensemble inclut cinq principaux hapū : Kāti Kurī, Ngāti Irakehu, Kāti Huirapa, Ngāi Tūāhuriri et Ngāi Te Ruakihikihi.
Le takiwā (territoire tribal) des Ngāi Tahu est le plus large de Nouvelle-Zélande. Il s'étend de Kaikoura dans le nord jusqu'à l'île Stewart dans le sud. La tribu compte environ 32 000 membres, ce qui en fait la quatrième au regard de la population.

## Histoire
Les Ngāi Tahu ont pour ancêtre Tahupōtiki, frère cadet de Porou-rangi, l'ancêtre fondateur des Ngāti Porou, un iwi de l'Île du Nord. Les Ngāi Tahu trouvent leurs origines sur cette île, mais migrèrent vers l'Île du Sud au début du XVIIIe siècle. Aux côtés des Kāti Māmoe, ils affrontèrent les Ngāi Tara et les Rangitāne dans la vallée Wairau. Continuant leur poussée vers le sud, les Ngāi Tahu conquirent Kaikoura. Dans les années 1730, ils prirent contrôle de ce qui est aujourd'hui la région de Canterbury et la péninsule de Banks. Puis ils continuèrent à s'étendre jusqu'à la côte ouest.
En 1827-1828, les Ngāi Tahu subissent une défaite lorsqu'ils sont attaqués par les Ngāti Toa, menés par Te Rauparaha. Les Ngāi Tahu se vengent avec succès, et tuent presque tous les chefs Ngāti Toa - mais pas Te Rauparaha. En novembre 1830, ce dernier obtient l'aide du capitaine britannique John Stewart, qui accepte d'amener ses guerriers en bateau jusqu'à Akaroa, où les Ngāti Toa font prisonnier le principal chef Ngāi Tahu, Te Maiharanui, ainsi que sa femme et sa fille. Les prisonniers sont ensuite mis à mort. Stewart est traîné devant les tribunaux à Sydney pour complicité de meurtre, mais n'est pas condamné.
En 1831-1832, Te Rauparaha attaque le pā (village fortifié) Ngāi Tahu de Kaiapoi, et triomphe après un siège de trois mois. Il s'empare ensuite du pā Ngāi Tahu à Onawe, sur la péninsule de Banks. En 1832-1833, les Ngāi Tahu répondent en tuant de nombreux Ngāti Toa au lac Grassmere. Les combats qui suivent permettent aux Ngāi Tahu d'établir leur domination. Les deux iwi scellent la paix en 1839 par des mariages entre grandes familles des deux tribus.
En 1840, les principaux chefs des Ngāi Tahu signent le Traité de Waitangi. Dans les années 1840 à 1860, l'iwi vend de nombreuses terres à la Couronne impériale britannique. Toutefois, les Ngāi Tahu accusent bientôt la Couronne de ne pas avoir honoré les accords de vente, en ne permettant par exemple pas à la tribu de conserver l'accès à certaines zones utilisées pour l'obtention de nourriture, et en ne construisant pas les écoles et les hôpitaux qui avaient été promis. Les Ngāi Tahu envoient des pétitions au parlement néo-zélandais et à la  reine Victoria. Ils s'adressent également aux tribunaux et à plusieurs commissions royales. Une commission leur donne raison en 1879, mais ses recommandations sont ignorées par les autorités. Une nouvelle commission en 1921 recommande une compensation financière, au vu de la pauvreté qui accable la tribu depuis les ventes contestées de ses terres, mais une fois encore les recommandations sont ignorées.
Ce n'est qu'en 1944 que le gouvernement vote une loi intitulée Ngāi Tahu Claim Settlement Act. Les Ngāi Tahu se voient verser une compensation de 300 000 £, payables en trente échéances annuelles.
En 1993, le Tribunal de Waitangi publie un rapport sur les revendications restantes de la tribu au sujet de la création de réserves. De nouvelles négociations ont alors lieu entre l'iwi et la Couronne néo-zélandaise. Sir Tīpene O’Regan représente les Ngāi Tahu. En 1993, une nouvelle loi (Te Rūnanga o Ngāi Tahu Act) est votée. Il s'agit de la première loi qui reconnaisse le statut d'un groupe tribal en tant qu'entité politique. Deux ans plus tard, les négociations aboutissent à une loi (Ngaitahu Claims Settlement Act) qui autorise la tribu à acheter des terres de la Couronne pour financer son développement social et culturel. La loi inclut également des excuses présentées par la Couronne aux Ngāi Tahu.

## Activités commerciales
Aujourd'hui, la tribu Ngāi Tahu investit activement dans de nombreuses entreprises commerciales en Nouvelle-Zélande, notamment dans le domaine du tourisme.